# Вечићи
Вечићи су насељено мјесто у Босни и Херцеговини, у општини Котор Варош, ентитет Република Српска. Према попису становништва из 1991. у насељу је живјело 1.744 становника.

## Историја
Овде је током рата у БиХ био логор у селу Вечићи.

## Становништво
| Националност       | 1991.          | 1981.        | 1971.        |
| Муслимани          | 1.110 (63,64%) | 989 (95,46%) | 771 (95,18%) |
| Срби               | 409 (23,45%)   | 1 (0,09%)    | 0            |
| Хрвати             | 221 (12,67%)   | 46 (4,44%)   | 37 (4,56%)   |
| Југословени        | 1 (0,05%)      | 0            | 1 (0,12%)    |
| остали и непознато | 3 (0,17%)      | 0            | 1 (0,12%)    |
| Укупно             | 1.744          | 1.036        | 810          |

| Демографија | Демографија | Демографија |
| Година      | Становника  | Становника  |
| ----------- | ----------- | ----------- |
| 1961.       | 593         |             |
| 1971.       | 810         |             |
| 1981.       | 1.036       |             |
| 1991.       | 1.741       |             |
| 2013.       | 608         |             |